# توبي تشو
توبي تشو (بالإنجليزية: Toby Chu)‏ هو ملحن أمريكي، ولد في 11 أغسطس 1977 في واشنطن العاصمة في الولايات المتحدة.

## وصلات خارجية
- الموقع الرسمي
- توبي تشو على موقع IMDb (الإنجليزية)
- توبي تشو على موقع ميوزك برينز (الإنجليزية)
- توبي تشو على موقع قاعدة بيانات الفيلم (الإنجليزية)